# Висота (географія)

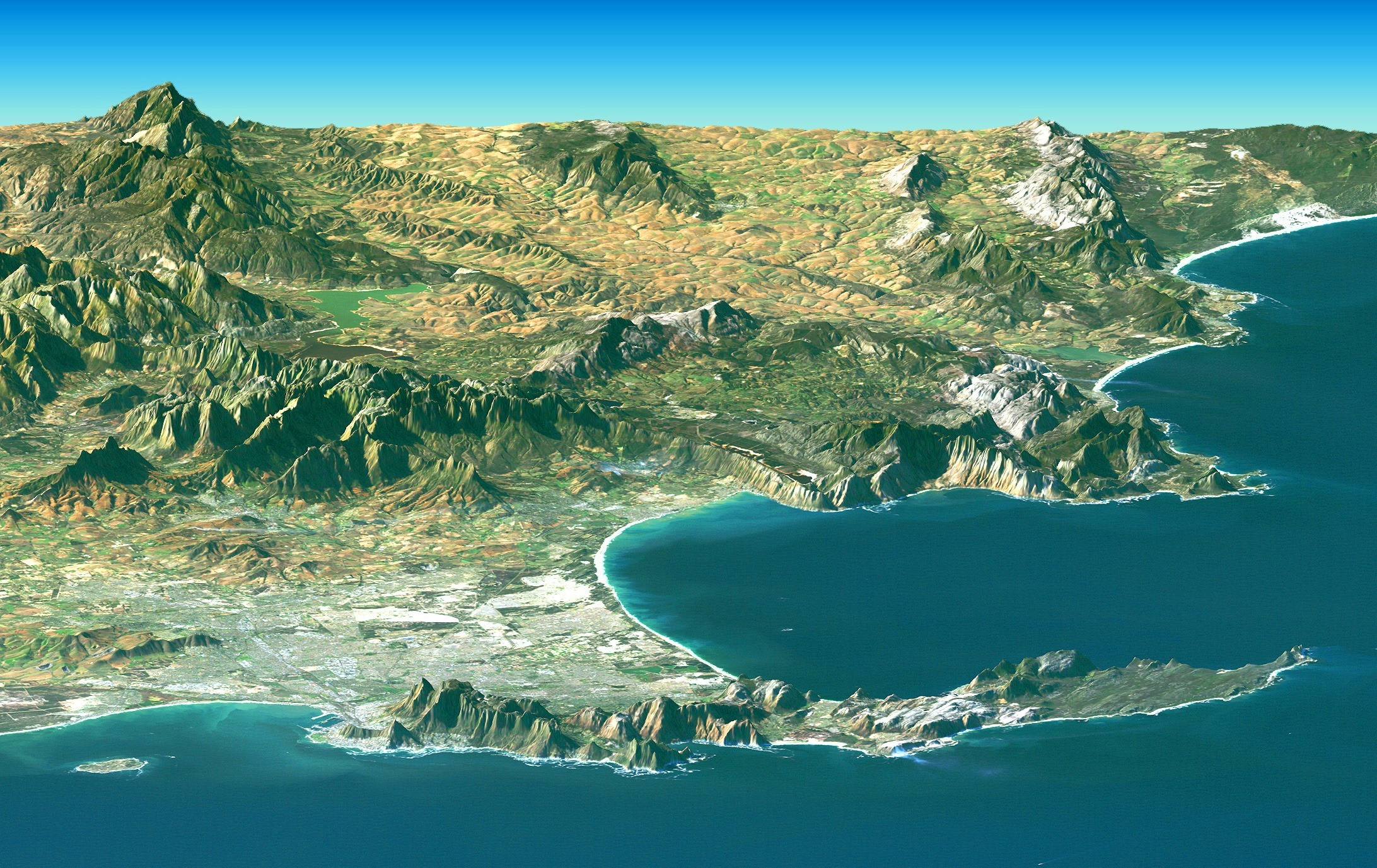
Зображення супутника Landsat поверх мапи висот SRTM створене NASA.

Висота географічної місцевості, це її висота відносно деякої фіксованої точки відліку, що може бути вище або нижче неї, зазвичай відлік обирають відносно геоїду — математичної моделі Землі на рівні моря як еквіпотенціальної гравітаційної поверхні (див Геодезична система, вертикальний датум).
Під висотою, або геометричною висотою, зазвичай мають на увазі точки на поверхні Землі, в той час, як існує геопотенціальна висота, що належать до точок над поверхнею, зокрема, літак у польоті або космічний корабель на орбіті, і глибина, що належать до точок під поверхнею.

## Мапи і ГІС
Топографічна мапа є основним видом мап, що використовується для зображення висот, часто за допомогою контурних ліній. У Географічних інформаційних системах (ГІС), цифрова модель висот (DEM) зазвичай використовуються для представлення поверхні (топографії) місцевості, за допомогою растрових (табличних) наборів даних про висоти. Ще одним способом представленням поверхні в ГІС є Цифрові моделі рельєфу.

## Світова однокілометрова мапа висот
Ця мапа побудована на основі даних GTOPO30 і показує географічні висоти Земної поверхні із кроком в 30 секунд дуги (приблизно 1 км). Для візуалізації висот в ній використовується колір і тіньова маска замість контурних ліній.
| N60-90, W150-180 | N60-90, W120-150 | N60-90, W90-120 | N60-90, W60-90 | N60-90, W30-60 | N60-90, W0-30 | N60-90, E0-30 | N60-90, E30-60 | N60-90, E60-90 | N60-90, E90-120 | N60-90, E120-150 | N60-90, E150-180 |
| N30-60, W150-180 | N30-60, W120-150 | N30-60, W90-120 | N30-60, W60-90 | N30-60, W30-60 | N30-60, W0-30 | N30-60, E0-30 | N30-60, E30-60 | N30-60, E60-90 | N30-60, E90-120 | N30-60, E120-150 | N30-60, E150-180 |
| N0-30, W150-180 | N0-30, W120-150  | N0-30, W90-120  | N0-30, W60-90  | N0-30, W30-60  | N0-60, W0-30  | N0-60, E0-30  | N0-60, E30-60  | N0-60, E60-90  | N0-60, E90-120  | N0-60, E120-150  | N0-60, E150-180  |
| S0-30, W150-180 | S0-30, W120-150  | S0-30, W90-120  | S0-30, W60-90  | S0-30, W30-60  | S0-30, W0-30  | S0-30, E0-30  | S0-30, E30-60  | S0-30, E60-90  | S0-30, E90-120  | S0-30, E120-150  | S0-30, E150-180  |
| S30-60, W150 | S30-60, W120     | S30-60, W90-120 | S30-60, W60-90 | S30-60, W30-60 | S30-60, W0-30 | S30-60, E0-30 | S30-60, E30-60 | S30-60, E60-90 | S30-60, E90-120 | S30-60, E120-150 | S30-60, E150-180 |
| S60-90, W150-180 | S60-90, W120-150 | S60-90, W90-120 | S60-90, W60-90 | S60-90, W30-60 | S60-90, W0-30 | S60-90, E0-30 | S60-90, E30-60 | S60-90, E60-90 | S60-90, E90-120 | S60-90, E120-150 | S60-90, E150-180 |
| Кожний квадрат доступний із роздільною здатністю 1800 × 1800 пікселів (приблизно розмір файлу становить 1 MB, 60 пікселів = 1 градусу, 1 піксель = 1 хвилині) |                  |                 |                |                |               |               |                |                |                 |                  |                  |